# Nouaillé-Maupertuis
Nouaillé-Maupertuis és un municipi francès situat al departament de la Viena i a la regió de la Nova Aquitània. L'any 2007 tenia 2.731 habitants.

## Demografia

### Població
El 2007 la població de fet de Nouaillé-Maupertuis era de 2.731 persones. Hi havia 1.034 famílies de les quals 193 eren unipersonals (71 homes vivint sols i 122 dones vivint soles), 366 parelles sense fills, 401 parelles amb fills i 74 famílies monoparentals amb fills.
La població ha evolucionat segons el següent gràfic:
Habitants censats

### Habitatges
El 2007 hi havia 1.125 habitatges, 1.050 eren l'habitatge principal de la família, 28 eren segones residències i 47 estaven desocupats. 1.067 eren cases i 53 eren apartaments. Dels 1.050 habitatges principals, 855 estaven ocupats pels seus propietaris, 180 estaven llogats i ocupats pels llogaters i 15 estaven cedits a títol gratuït; 8 tenien una cambra, 28 en tenien dues, 88 en tenien tres, 307 en tenien quatre i 619 en tenien cinc o més. 908 habitatges disposaven pel capbaix d'una plaça de pàrquing. A 335 habitatges hi havia un automòbil i a 682 n'hi havia dos o més.

### Piràmide de població
La piràmide de població per edats i sexe el 2009 era:
| Homes | Edats   | Dones |
| ----- | ------- | ----- |
| 4     | 95 o +  | 20    |
| 0     | 90 a 94 | 8     |
| 0     | 85 a 89 | 24    |
| 12    | 80 a 84 | 16    |
| 20    | 75 a 79 | 28    |
| 28    | 70 a 74 | 48    |
| 48    | 65 a 69 | 12    |
| 36    | 60 a 64 | 52    |
| 64    | 55 a 59 | 52    |
| 80    | 50 a 54 | 100   |
| 100   | 45 a 49 | 108   |
| 148   | 40 a 44 | 120   |
| 88    | 35 a 39 | 132   |
| 64    | 30 a 34 | 76    |
| 32    | 25 a 29 | 40    |
| 56    | 20 a 24 | 60    |
| 128   | 15 a 19 | 88    |
| 100   | 10 a 14 | 128   |
| 112   | 5 a 9   | 60    |
| 64    | 0 a 4   | 44    |

## Economia
El 2007 la població en edat de treballar era de 1.895 persones, 1.452 eren actives i 443 eren inactives. De les 1.452 persones actives 1.373 estaven ocupades (690 homes i 683 dones) i 79 estaven aturades (45 homes i 34 dones). De les 443 persones inactives 160 estaven jubilades, 215 estaven estudiant i 68 estaven classificades com a «altres inactius».

### Ingressos
El 2009 a Nouaillé-Maupertuis hi havia 1.045 unitats fiscals que integraven 2.757,5 persones, la mediana anual d'ingressos fiscals per persona era de 22.382 €.

### Activitats econòmiques
Dels 82  establiments que hi havia el 2007, 1 era d'una empresa alimentària, 4 d'empreses de fabricació d'altres productes industrials, 20 d'empreses de construcció, 13 d'empreses de comerç i reparació d'automòbils, 2 d'empreses de transport, 1 d'una empresa d'hostatgeria i restauració, 1 d'una empresa d'informació i comunicació, 6 d'empreses financeres, 5 d'empreses immobiliàries, 12 d'empreses de serveis, 12 d'entitats de l'administració pública i 5 d'empreses classificades com a «altres activitats de serveis».
Dels 26 establiments de servei als particulars que hi havia el 2009, 1 era una oficina de correu, 1 una oficina bancària, 3 tallers de reparació d'automòbils i de material agrícola, 1 autoescola, 7 guixaires pintors, 3 fusteries, 3 lampisteries, 2 electricistes, 2 perruqueries, 1 restaurant i 2 agències immobiliàries.
Dels 6 establiments comercials que hi havia el 2009, 1 era una botiga de més de 120 m², 1 una fleca, 1 una llibreria, 2 botigues de roba i 1 una perfumeria.
L'any 2000 a Nouaillé-Maupertuis hi havia 29 explotacions agrícoles que ocupaven un total de 1.400 hectàrees.

## Equipaments sanitaris i escolars
L'únic equipament sanitari que hi havia el 2009 era una farmàcia.
El 2009 hi havia 1 escola maternal i 1 escola elemental.

## Poblacions més properes
El següent diagrama mostra les poblacions més properes.